# Gerald Paradies
Gerald Paradies (* 23. März 1956; † 20. Juni 2016 in Berlin) war ein deutscher Schauspieler und Synchronsprecher.

## Leben
Gerald Paradies studierte im Schauspielstudio Edith Hildebrandt in Berlin. Nach seinem Abschluss war er auf einigen Bühnen in Deutschland zu sehen wie z. B. der Landesbühne Rheinland-Pfalz und im Hansa-Theater in Hamburg. Seit 1980 arbeitete er als Synchronsprecher für Film- und Fernsehserien.
Am 20. Juni 2016 starb Gerald Paradies im Alter von 60 Jahren nach langer und schwerer Krankheit.

## Arbeit als Synchronsprecher
Gerald Paradies hat weit über zweitausend Rollen gesprochen. Mehrmals war er in Filmen auf Vinnie Jones (z. B.: Eurotrip, X-Men: Der letzte Widerstand), Danny Trejo, M. C. Gainey (z. B.: Breakdown, Sideways) und Denis Leary zu hören. Er sprach außerdem Kevin Spacey in Die Glücksjäger.
Patrick Kilpatrick, Dean Norris, Jason Beghe, Michael Bowen und Nigel Gibbs lieh er in Serien wie Akte X – Die unheimlichen Fälle des FBI, CSI: Den Tätern auf der Spur oder Lost seine Stimme.
Sehr häufig war er in Gastrollen zu hören (z. B. in Die Profis). Er sprach aber auch einige Hauptrollen: Beispielsweise Wayne Rogers’ „Trapper“ John McIntyre in der Fernsehserie M*A*S*H, oder Sicherheitschef Zack Allan (Jeff Conaway) in Babylon 5. In der ersten Synchronfassung der Serie Ein Käfig voller Helden (damals unter dem Titel Stacheldraht und Fersengeld) lieh er Richard Dawson seine Stimme.

### Synchronrollen (Auswahl)
Danny Trejo
- 2015: 3-Headed Shark Attack als Max Burns
- 2015: The Good, the Bad, and the Dead als Mateo Perez
- 2015: Hope Lost als Marius
- 2015: Volcano Zombies – Die Toten brennen nicht als Nachtwolf

Jim Cummings
- 2009–2013: Star Wars: The Clone Wars als Hondo Ohnaka
- 2015: Star Wars Rebels als Hondo Ohnaka

Vinnie Jones
- 2010: Locked Down als Anton Vargas
- 2015: Schachmatt – Spiel ohne Ausweg als Lu

#### Filme
- 1989: Die Glücksjäger (Kevin Spacey als Kirgo)
- 1989: Charlie – Alle Hunde kommen in den Himmel (Tony Nappo als Sir Reginald)
- 1991: Der Kuß vor dem Tode (Matt Dillon als Jonathan Corliss)
- 1995: Crimson Tide – In tiefster Gefahr (Eric Bruskotter als Bennefield)
- 1999: Sleepy Hollow (Steven Waddington als Kilian)
- 2000: Erin Brockovich (Joe Chrest als Tom Robinson)
- 2001: The Fast and the Furious (Beau Holden als Ted Gassner)
- 2002: Der Pianist (Andrew Tiernan als Szalas)
- 2003: Robin Hood – König der Diebe (Michael Wincott als Guy von Gisbourne)
- 2003: Fluch der Karibik (Trevor Goddard als Grapple)
- 2004: Ghost in the Shell 2 – Innocence (Naoto Takenaka als Kim)
- 2005: Ghost in the Shell (Kazuhiro Yamaji als Müllmann)
- 2005: Spiel ohne Regeln (Steve Austin als Dunham)
- 2005: Brokeback Mountain (Don Bland als Biker #1)
- 2006: Little Man (Malcolm Scott als Hockey Fan)
- 2006: Der rosarote Panther (John Cenatiempo als Schläger)
- 2007: Spider-Man 3 (Thomas Haden Church als Flint Marco / Sandman)
- 2008: Jumper (Massimiliano Pazzaglia als Detective)
- 2009: Halloween II (Brad Dourif als Sheriff Leigh Brackett)
- 2009: Fast & Furious – Neues Modell. Originalteile. (Jack Conley als Penning)
- 2012: Apartment 1303 (John Diehl als Detective)
- 2013: Hangover 3 (Jonny Coyne als Hector)
- 2014: Kite – Engel der Rache (Zane Meas als „Der Emir“)
- 2016: Survival Game (Vsevolod Kuznetsov als Moderator)

#### Serien
- 1990–1992: M*A*S*H (Wayne Rogers als „Trapper“ John McIntyre)
- 1992: Ein Käfig voller Helden (Richard Dawson als Newkirk in der ersten Synchronfassung)
- 1993–1996: Sonic der irre Igel (Gary Chalk als Grounder)
- 1995–1997: Aaahh!!! Monster (David Eccles als Krumm)
- 1995–1999: Babylon 5 (Jeff Conaway als Zack Allen)
- 2000–2002: Unten am Fluss (Rob Rackstraw als Campion)
- 2001: Sonic Underground (Peter Wilds als Dingo)
- 2001–2002: Dragonball Z (Shōzō Iizuka als Nappa)
- 2006–2008: Avatar – Der Herr der Elemente (Erik Todd Dellums als Koh)
- 2006–2008: Code Geass – Hangyaku no Lelouch (Yu Shimaka als Ryouga Senba)
- 2007: Air Gear (Nobuyuki Hiyama als Kōji Magaki)
- 2008: Elfen Lied (Jouji Nakata als Bandou)
- 2009: Prison Break (Mark Pellegrino als Patrick Vikan)
- 2010–2013: Transformers: Prime (Steve Blum als Starscream)
- 2011–2019: My Little Pony – Freundschaft ist Magie (Blu Mankuma als Fluttershy)
- 2012–2013: Winx Club (Keythe Farley als König Neptun)
- 2014–2015: Sleepy Hollow (D.J. Mifflin als Moloch)
- 2014: Dumm Fu (Joris Jarsky als Wu-Chuck Morris)
- 2015: Die Bewährung des Jimmy Rose (Ray Winstone als Jimmy Rose)
- 2015: Dragon Ball Kai (Tetsu Inada als Nappa)

## Hörspiele
- 2010: Verblendung (Mehrteiler) – Regie: Walter Adler
- 2011: Chronik der Drachenlanze – Regie: David Holy
- 2013: Gabriel Burns (Folge 39: Der Ruf des Leviathans) – Regie: Volker Sassenberg
- 2014: Sherlock Holmes – Die neuen Fälle (Folge 10: Der Biss des Zerberus) – Regie: Gerd Naumann
- 2016: Baron Münchhausen – Regie: David Holy

## Hörbücher
- 2011: Blutbraut – von Lynn Raven (gemeinsam mit Marie Bierstedt und Adam Nümm) – ISBN 978-3-86717-814-3

## Filmografie (Auswahl)
- 1985: Bas-Boris Bode
- 1991: Ende der Unschuld
- 1991: Die Wicherts von nebenan
- 1993: Immer wieder Sonntag